# Noctua rufescens
Noctua rufescens là một loài bướm đêm trong họ Noctuidae.